# Mimolophioides usambaricus
Mimolophioides usambaricus är en skalbaggsart som beskrevs av Stefan von Breuning 1966. Mimolophioides usambaricus ingår i släktet Mimolophioides och familjen långhorningar. Inga underarter finns listade i Catalogue of Life.